# Соляновское муниципальное образование
Соляновское муниципальное образование — муниципальное образование со статусом сельского поселения в 
Тайшетском районе Иркутской области России. Административный центр — поселок Соляная.

## Демография
По результатам Всероссийской переписи населения 2010 года 
численность населения муниципального образования составила 1128 человек, в том числе 571 мужчина и 557 женщин.

## Населённые пункты
В состав муниципального образования входят населённые пункты
- Соляная
- Сереброво